# Parksosaurus
 Parksosaurus  („Parks’ Echse“) ist eine Gattung der Vogelbeckendinosaurier aus der späten nordamerikanischen Oberkreide (frühes Maastrichtium).
Er gehört zu den Hypsilophodontidae, eine Gruppe kleiner Pflanzenfresser. Die einzige wissenschaftlich beschriebene Art (Typusart) ist Parksosaurus warreni.

## Beschreibung

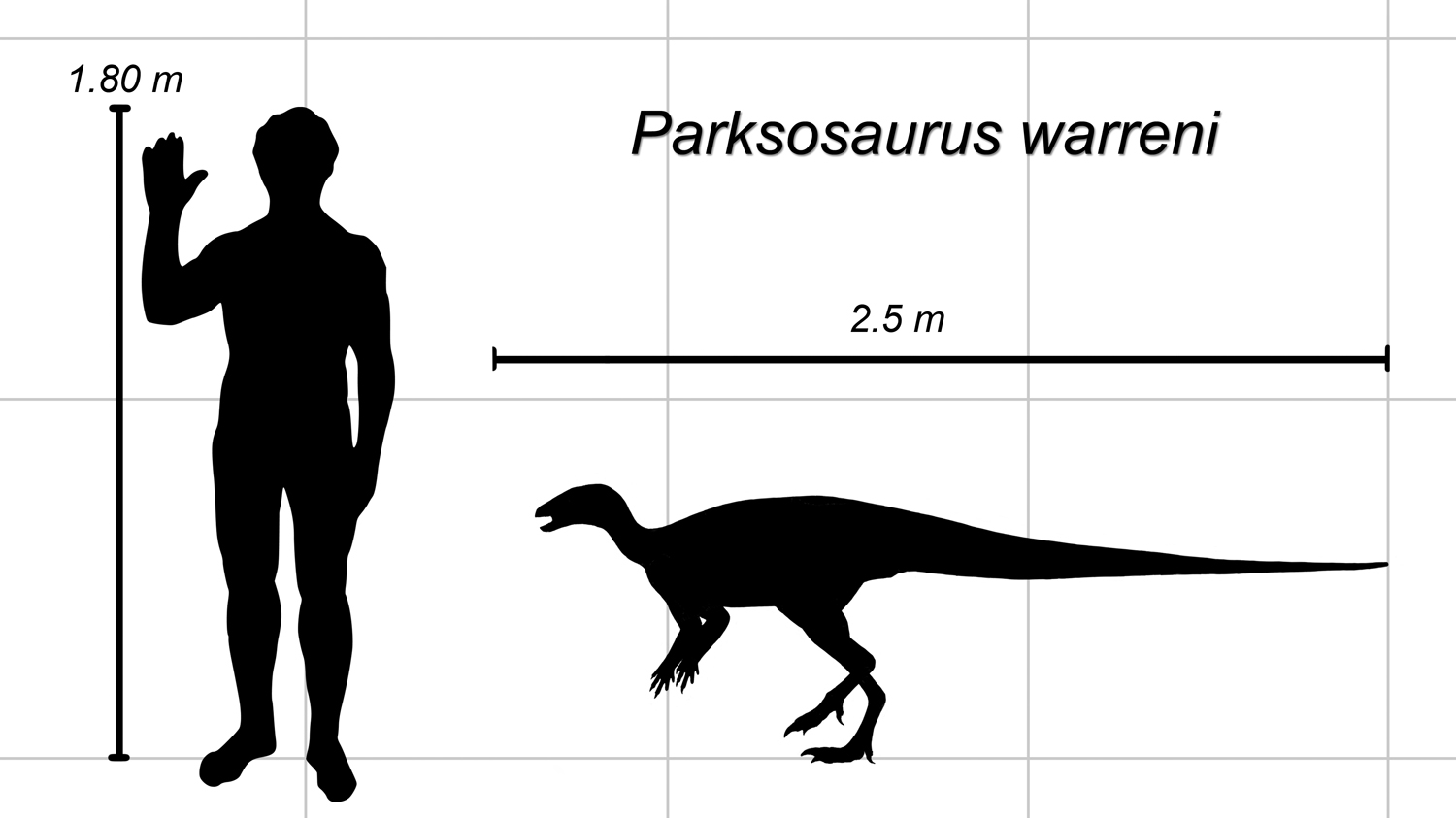
Größenvergleich

Parksosaurus erreichte eine Länge von etwa 2,5 Meter und wog etwa so viel wie ein heutiger Wolf. Die Zähne des Tieres mit ihren niedrigen, gerundeten Graten sind einzigartig unter allen bekannten Vogelbeckendinosauriern.
Wie bei allen Hypsilophodontiden war seine Verteidigungsstrategie auf die Flucht ausgerichtet. Er konnte wahrscheinlich gut beschleunigen und auf diese Weise entkommen.

## Fossilfunde
Fossilien der Gattung stammen aus dem Maastrichtium der kanadischen Provinz Alberta. Das Typusskelett der Art P. warreni hat die Katalognummer ROM 804. Es handelt sich um ein Teilskelett. Typuslokalität ist die Rumsey Ferry Road mit einem terrestrisch abgelagerten Sandstein aus der Horseshoe-Canyon-Formation. Von Parksosaurus wurde ein unvollständiger Schädel gefunden. Die linke Schädelseite war beim Fund noch in situ und ist gut erhalten, die rechte Seite war jedoch der Verwitterung ausgesetzt und ist zerbrochen.

## Namensgebung
William Parks veröffentlichte 1926 die Erstbeschreibung einer neuen Art und stellte sie in die Gattung Thescelosaurus. Charles Mortram Sternberg ordnete die Art in seiner Arbeit von 1937 der von ihm neu aufgestellten Gattung Parksosaurus zu. Thescelosaurus und Parksosaurus sind nahe verwandt.

## Quellen

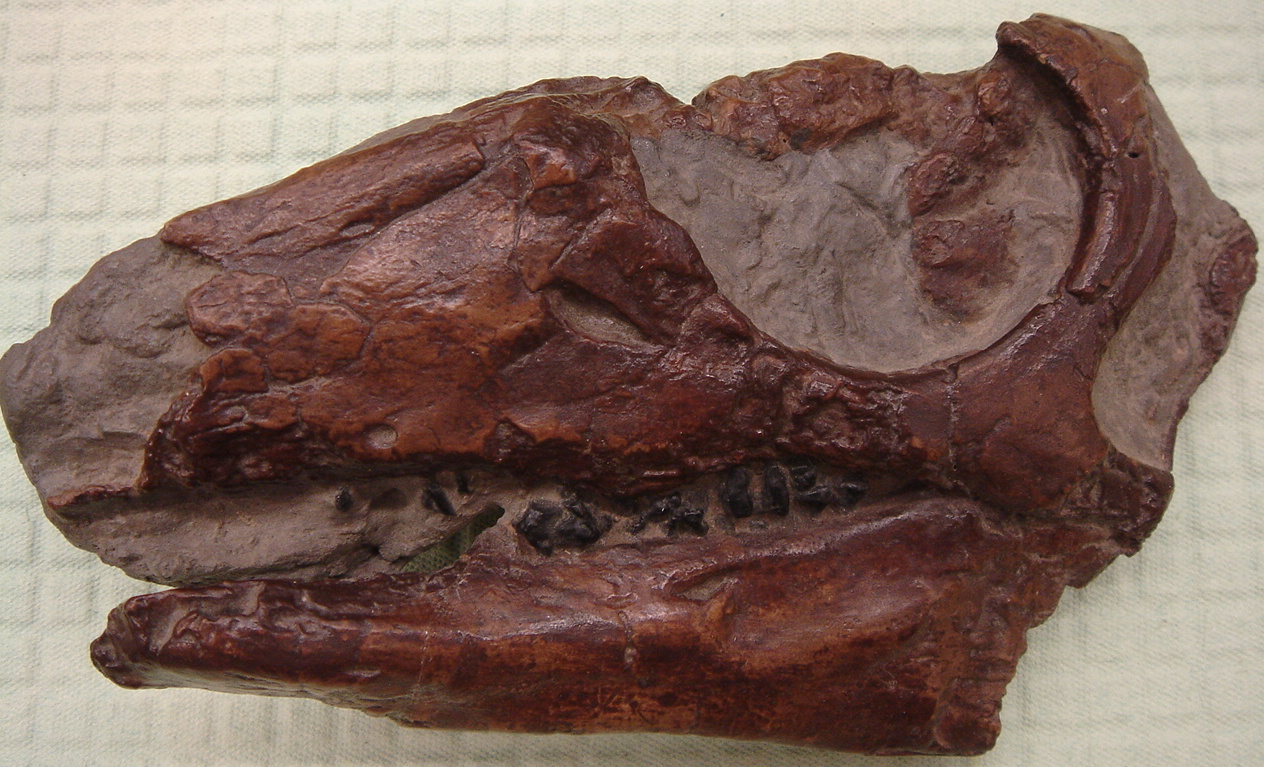
Schädel von Parkosaurus

## Weiterführende Literatur
- William A. Parks: Thescelosaurus Warreni. A new species of Orthopodous dinosaur from the Edmonton formation of Alberta (= University of Toronto Studies. Geological Series. Bd. 21, ISSN 0372-4913). University Library, Toronto 1926.
- Charles M. Sternberg: Classification of Thescelosaurus, with a description of a new species. In: Proceedings of the Geological Society of America. 1937, ISSN 0160-2381, S. 375.